# Russell Westbrook
Russell Westbrook (født 12. november 1988) er en amerikansk basketballspiller, som senest spillede for Los Angeles Clippers i ligaen NBA.

## Aktiv karriere

### Klubkarriere
Westbrook er 191 cm høj og vejer 91 kg. Han spiller med rygnummeret 0 på point guard-positionen. Han kom til NBA i 2008-draften, hvor han i første runde blev valgt som nummer 4 af holdet Seattle SuperSonics, hvor han spillede sammen med Kevin Durant. Russell Westbrook er mest kendt for at få flest triple-doubles i en enkelt sæson (2017) med 42, hvor han overgik Oscar Robertsons rekord fra 1962. I samme sæson modtog han også prisen som NBA Most Valuable Player.
2. februar 2024 rundede Westbrook 25.000 points som 25. spiller i NBA.

### Landsholdskarriere
Westbrook har deltaget i to store internationale stævner med USA's landshold. I 2010 var han med holdet til VM, og dermed var han med til at blive verdensmester, da amerikanerne vandt i Tyrkiet. Med VM-titlen var USA kvalificeret til OL 2012 i London, og her var Westbrook også med. Amerikanerne var forsvarende OL-mestre, og i indledende runde var de også ubesejrede, selv om et par af kampene var ret tætte. De vandt deres kvart- og semifinale ganske sikkert, og i finalen mod Spanien fulgtes de to hold ad det meste af kampen (dog med amerikanerne en smule foran), inden amerikanerne de sidste par minutter skabte et lille hul og genvandt OL-guldet med 107-100.